# Velika loža Hrvaške
Velika loža Hrvaške je prostozidarska velika loža na Hrvaškem, ki je bila ustanovljena 8. septembra 1997.
Združuje 4 lože, ki imajo skupaj 120 članov.